# DIN 7708
Die Normenreihe DIN 7708 regelte die Normbezeichnung für duroplastische Formmassen. Alle Teile der DIN 7708 wurden zurückgezogen.
Die DIN 7708 hatte folgende Normteile:
- Teil 1 Kunststoff-Formmassen Kunststofferzeugnisse; Begriffe, (Ausgabe 1980-12, ersatzlos zurückgezogen)[1]
- Teil 2 Kunststoff-Formmassetypen; Phenoplast-Formmassen, (Ausgabe 1975-10, 2000-08 zurückgezogen, ersetzt durch die Normreihe: EN ISO 14526)[2]
- Teil 3 Kunststoff-Formmassetypen; Aminoplast-Formmassen, Aminoplast/Phenoplast-Formmassen, (Ausgabe 1975-10, 2000-08 zurückgezogen, ersetzt durch EN ISO 14527…14529)[3]
- Teil 4 Kunststoff-Formmassetypen; Kaltpreßmassen, (Ausgabe 1983-01, ersatzlos zurückgezogen)[4]
- Teil 8 Kunststoffe; Rieselfähige duroplastische Formmassen; Herstellung von Probekörpern und Bestimmung von Eigenschaften, (Ausgabe 1992-02, 2000-08 zurückgezogen, ersetzt durch EN ISO 14526…14530-2, 15252-2)

Kunststoffe müssen vor der Verarbeitung mit Additiven und Zuschlagstoffen versehen werden. Um diese Änderungen nachvollziehen zu können, werden solche Formmassen nach ISO 1043 (alt: DIN 16773) für Thermoplaste und nach DIN 7708 für Duroplaste gekennzeichnet.